# Nikolaj Fedorenko
Nikolaj Trofimovitj Fedorenko (ryska: Николай Трофимович Федоренко), född den 9 november 1912 i Pjatigorsk, Kejsardömet Ryssland, död den 2 oktober 2000, var en sovjetisk diplomat och sinolog.

## Biografi
Fedorenko hade examen från Moskvas institut för orientaliska studier, 1937, och 1954 erhöll han rang av befullmäktigad ambassadör för Sovjetunionen.
År 1955–1958 var han vice utrikesminister, och sedan sovjetisk ambassadör i Japan 1958–1962, där han efterträdde Ivan Tevosian. Åren 1963–1968 var han Sovjetunionens permanente delegat i FN och sovjetisk representant i FN:s säkerhetsråd. 
Fedorenko fick professors titel 1953 och var efter 1968 verksam vid sovjetiska vetenskapsakademins Asieninstitut samt under åren 1970–1988 chefredaktör för en tidskrift för utländsk litteratur.

## Utmärkelser
Fedorenko har skrivit ett flertal verk om kinesisk historia och japansk kultur samt kinesisk klassisk och modern litteratur. Han blev hedersmedlem i Tokyos sinelogiska institut 1961 och hedersledamot av florentinska Konsthögskolan 1975. Två gånger tilldelades han Leninorden och fick fyra andra ordnar samt ett stort antal medaljer.